# Richard Feynman

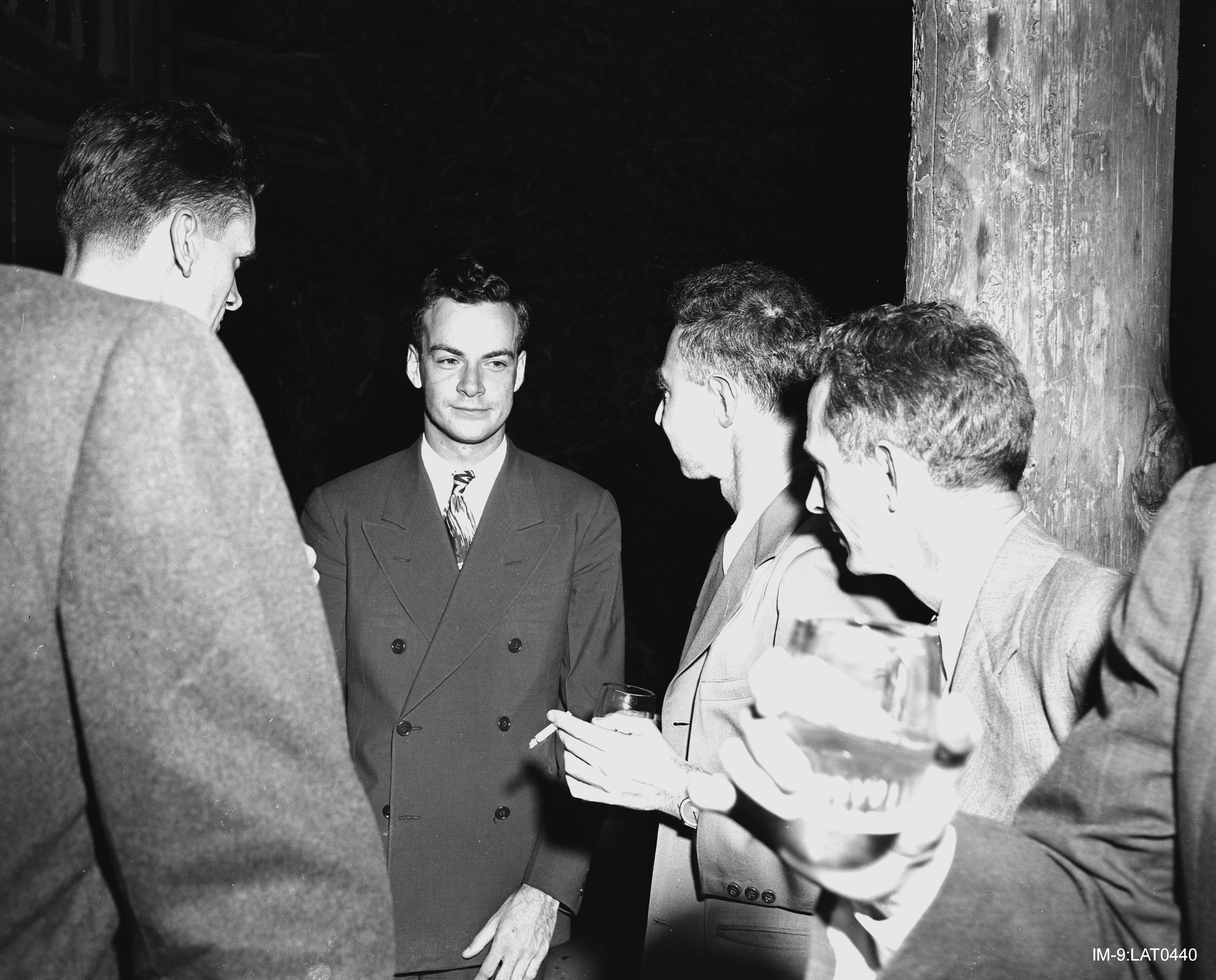
Richard Feynman (andre från vänster) tillsammans med Robert Oppenheimer under Manhattanprojektet.

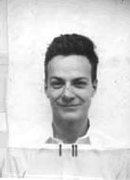
Richard Feynmans ID-foto från Los Alamos ca 1943.

Richard Phillips Feynman, född 11 maj 1918 i Far Rockaway, Queens, New York, död 15 februari 1988 i Los Angeles, var en amerikansk teoretisk fysiker.

## Biografi
Feynman anses allmänt vara en av 1900-talets stora fysiker och är känd för sina banbrytande bidrag till kvantelektrodynamiken, partikelfysiken och suprafluiditet. Han var också den förste att diskutera kvantdatorer och nanoteknologi. Feynman delade 1965 års Nobelpris i fysik med Shinichiro Tomonaga och Julian Schwinger för deras arbete med att utveckla kvantelektrodynamiken. Under andra världskriget medverkade han i Manhattanprojektet med framtagningen av den första atombomben. Feynman var en av medlemmarna i den kommitté, som 1986 utredde Challengerkatastrofen.
Feynman studerade vid MIT och fick sin bachelorexamen därifrån 1939. Han doktorerade vid Princeton med John Wheeler som handledare, och avlade doktorsexamen 1942. Han arbetade sedan i Manhattanprojektet i Los Alamos 1942–1945 och började efter andra världskrigets slut en tjänst som professor vid Cornell University. Från och med 1950 var han professor vid California Institute of Technology (Caltech) i Pasadena i Kalifornien.
Hans Feynman Lectures on Physics är en utförlig introduktion till den moderna fysiken som har blivit en klassiker.
Feynman är också känd för sina populärvetenskapliga framställningar. Han har bland annat utgivit (tillsammans med Ralph Leighton) böckerna Surely You're Joking, Mr. Feynman! och What Do You Care What Other People Think? där han berättar om olika händelser och äventyr han varit med om under årens lopp. Ungefär halva What Do You Care... ägnas åt Feynmans okonventionella medverkan i den byråkratiska Rogers-kommittén som utredde Challengerkatastrofen. I boken återfinns hans Appendix F från haveriutredningen, om skillnaden mellan modelltänkande och verkligheten. Feynman skrev också böckerna The Character of Physical Law, och QED: The Strange Theory of Light and Matter.
Han var äldre bror till astrofysikern Joan Feynman.

## Utmärkelser
Asteroiden 7495 Feynman är uppkallad efter honom.

### Populärvetenskapliga böcker
1986 – "Surely You're Joking, Mr. Feynman!": Adventures of a Curious Character
1988 – "What Do You Care What Other People Think?": Further Adventures of a Curious Character

#### Postumt
1994 – Six Easy Pieces: Essentials of Physics Explained by Its Most Brilliant Teacher
1994 – No Ordinary Genius: The Illustrated Richard Feynman
1997 – Six Not So Easy Pieces: Einstein's Relativity, Symmetry and Space-Time
1998 – The Meaning of It All: Thoughts of a Citizen Scientist
1999 – The Pleasure of Finding Things Out
2005 – Perfectly Reasonable Deviations from the Beaten Track
2005 – Classic Feynman: All the Adventures of a Curious Character (samlingsvolym av "Surely You're Joking, Mr. Feynman!": Adventures of a Curious Character och "What Do You Care What Other People Think?": Further Adventures of a Curious Character)

### Läroböcker och föreläsningsanteckningar
1961 – Theory of Fundamental Processes
1962 – Quantum Electrodynamics
1965 – Quantum Mechanics and Path Integrals
1965 – The Character of Physical Law
1972 – Statistical Mechanics: A Set of Lectures
1985 – QED: The Strange Theory of Light and Matter
1987 – Elementary Particles and the Laws of Physics: The 1986 Dirac Memorial Lectures

#### The Feynman lectures on physics

##### Ursprunglig utgåva 1963–1965
- Feynman, Richard Phillips; Leighton Robert B., Sands Matthew (1963) (på engelska). The Feynman lectures on physics Volume 1 Mainly mechanics, radiation, and heat. Reading, Mass.: Addison-Wesley. Libris 108604
- Feynman, Richard Phillips; Leighton Robert B., Sands Matthew Linzee (1964) (på engelska). The Feynman lectures on physics [Vol. 2] The electromagnetic field. Reading, Mass.: Addison-Wesley. Libris 108605
- Feynman, Richard Phillips; Leighton Robert B., Sands Matthew Linzee (1965) (på engelska). The Feynman lectures on physics Vol. 3 Quantum mechanics. Reading, Mass.: Addison-Wesley. Libris 108608. ISBN 0201020149

##### Reviderad och uppdaterad utgåva "New millennium edition" 2011
- Feynman, Richard P.; Leighton Robert B., Sands Matthew L. (2011[1963]) (på engelska). The Feynman lectures on physics Volume I [Mainly mechanics, radiation, and heat] (New millennium ed.). New York: BasicBooks. Libris 12636371. ISBN 9780465024933
- Feynman, Richard P.; Leighton Robert B., Sands Matthew L. (2011[1964]) (på engelska). The Feynman lectures on physics Volume II Mainly electromagnetism and matter (New millennium ed.). New York: BasicBooks. Libris 12636358. ISBN 9780465024940
- Feynman, Richard P.; Leighton Robert B., Sands Matthew L. (2011[1965]) (på engelska). The Feynman lectures on physics Volume III Quantum mechanics (New millennium ed.). New York: BasicBooks. Libris 12636376. ISBN 9780465025015

##### On-line-version av Millennium edition
- ”The Feynman lectures on physics”. California Institute of Technology. 2013. https://www.feynmanlectures.caltech.edu/. Läst 14 maj 2023.

#### Postumt
1995 – Lectures on Gravitation
1997 – Feynman's Lost Lecture: The Motion of Planets Around the Sun
2000 – Feynman Lectures on Computation

### Populärvetenskapliga böcker om Feynman av andra författare
1991 – Tuva Or Bust!:Richard Feynman's last journey av Ralph Leighton
1992 – Genius: The Life and Science of Richard Feynman av James Gleick
1997 – Richard Feynman: A Life in Science av John Gribbin och Mary Gribbin
2009 – The Great Explainer: The Story of Richard Feynman av Harry LeVine III
2010 – Richard Feynman: Quarks, Bombs, and Bongos av Harry Henderson
2011 – Quantum Man: Richard Feynman's Life in Science av Lawrence Krauss
2013 – Feynman: The Graphic Novel av Jim Ottaviani och Leland Myrick